# Sceptre
Pour les articles homonymes, voir Sceptre (homonymie).

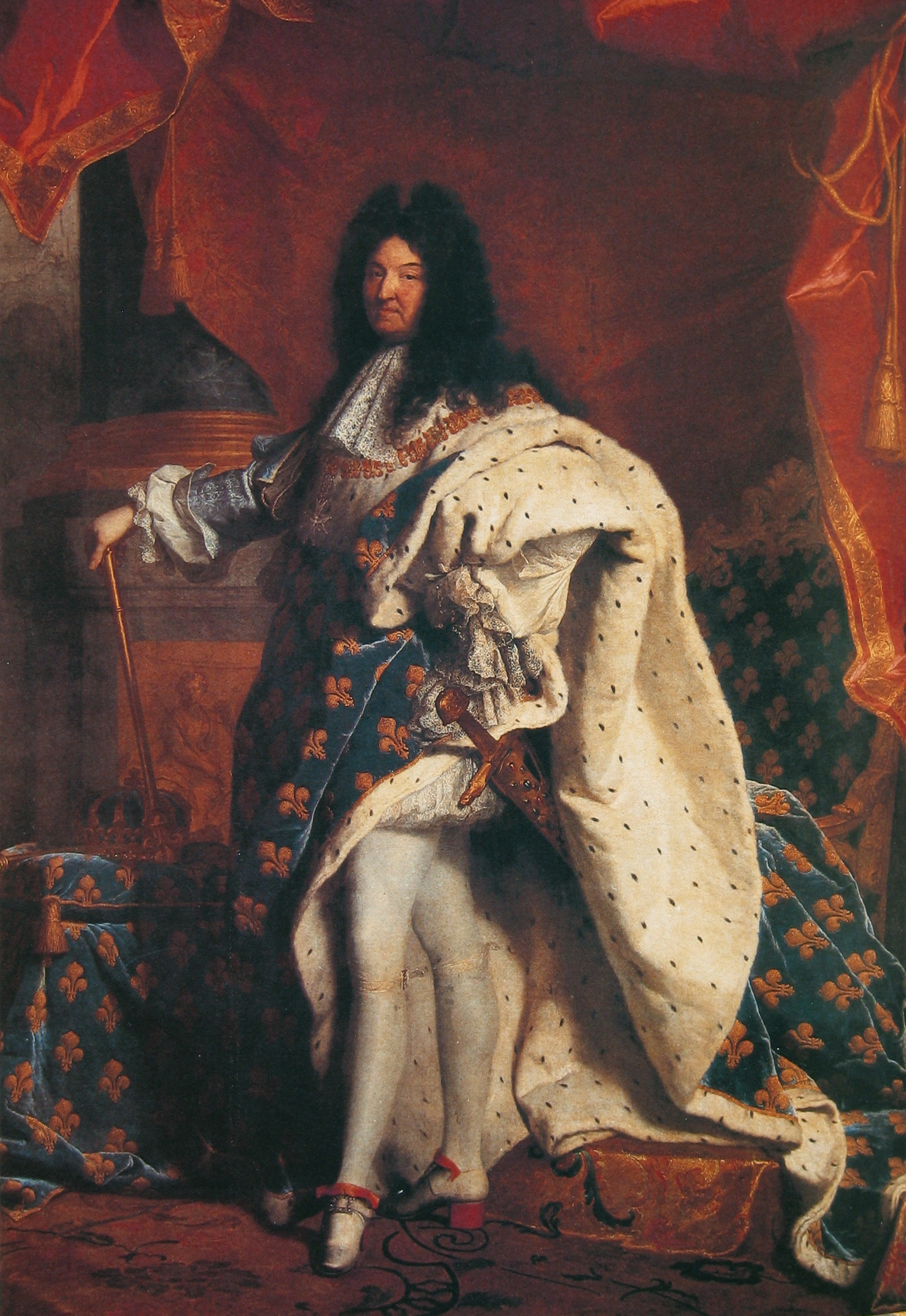
Louis XIV s'appuyant sur son sceptre, à droite de celui-ci sa main de justice repose sur le coussin.

Un sceptre est le bâton ornemental, ressemblant à une masse d'arme, tenu par le monarque, qui est l'un des symboles du pouvoir et de la royauté. Le sceptre est parfois la représentation de la puissance et de l'autorité suprême que Dieu confère au chef.

## Antiquité

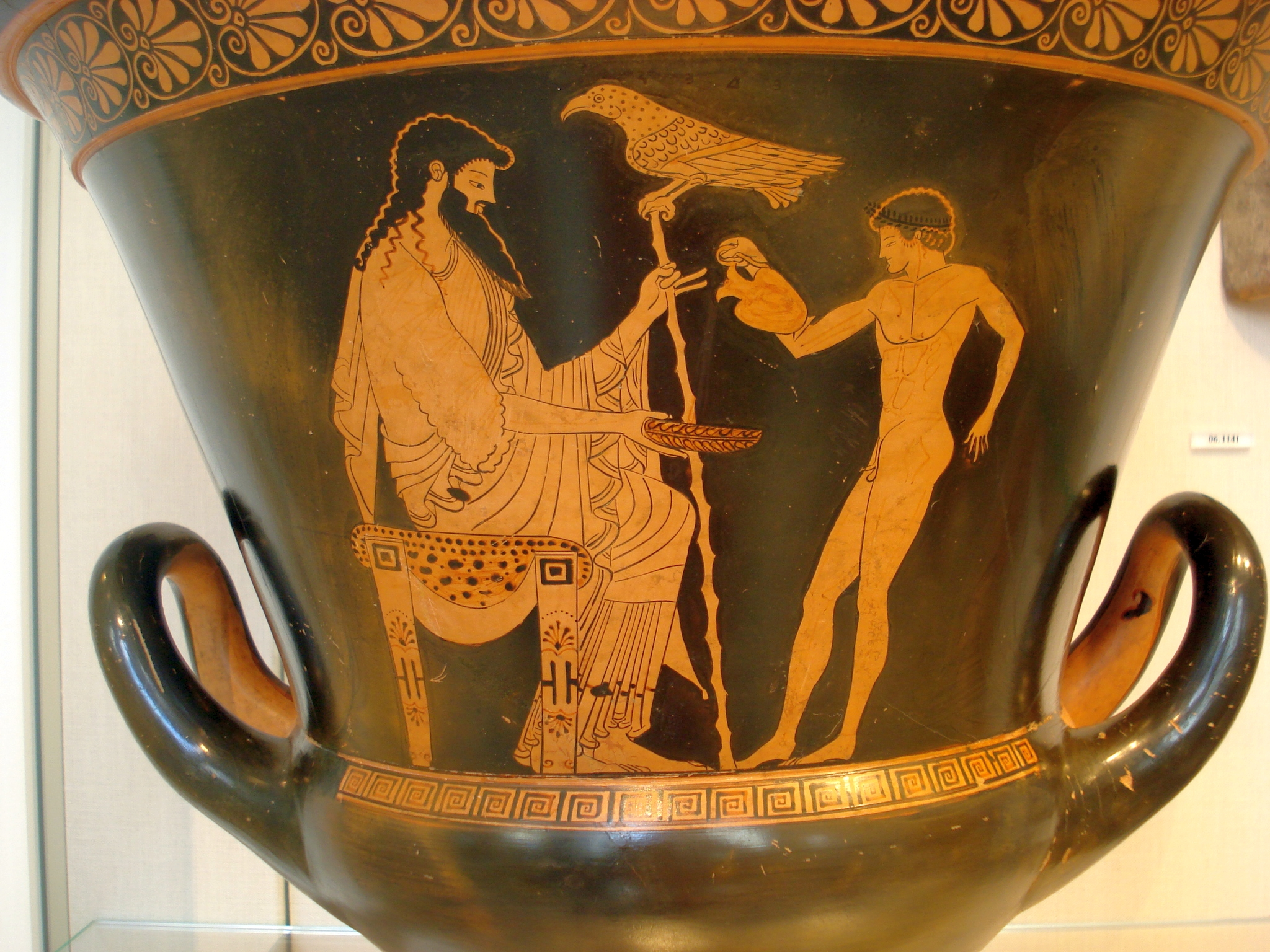
Zeus tenant son bâton coiffé d'un oiseau.

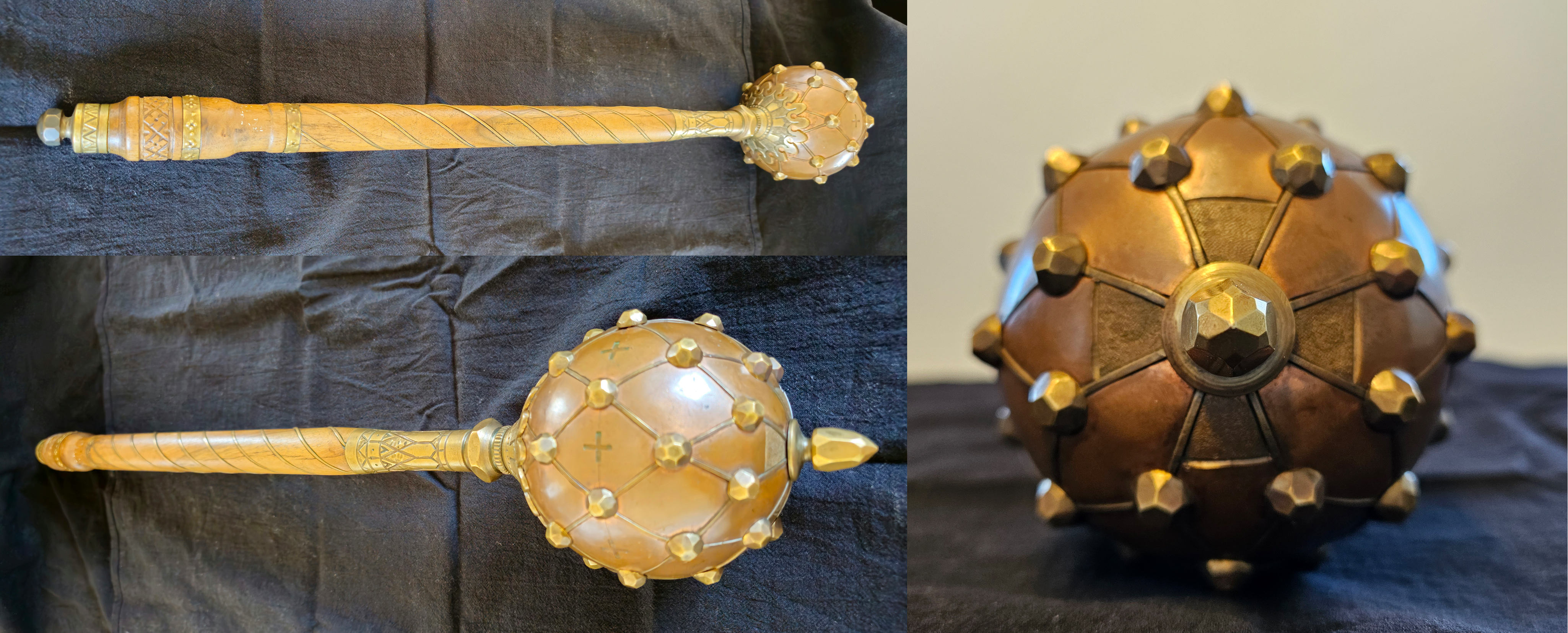
Sceptre Templier de cérémonies

Un simple bâton a longtemps représenté l'autorité. La première trace d'un sceptre remonte à environ -4600 à -4200 ans et correspond à la découverte réalisée dans la Nécropole de Varna. Parmi les anciens grecs le sceptre était un long bâton, comme celui d'Agamemnon dans L'Iliade ou celui que portaient les rois, les Anciens et les sages (L'Iliade, xviii. 46; Hérodote 1. 196), puis il fut porté par les juges, les chefs militaires, les prêtres et les autres représentants de l'autorité. Lors du Conseil, le tour de parole est désigné par un sceptre : c'est un bout de bois décoré de clous en or, passé de chef en chef par le héraut pour qu'il puisse s'exprimer au nom de son peuple. Celui de L'Iliade est fabriqué par Héphaïstos, offert à Zeus, qui l'offre à Hermès, qui en fait cadeau à Atrée, qui le donne à son frère Thyeste avant de mourir, et il est donné à Agamemnon, qui l'emporte avec lui à Troie. Le sceptre lors des rassemblements, selon Louis Gernet, est non seulement une marque de force religieuse, mais également son siège.
Il est fréquemment représenté sur des vases peints comme un long bâton se terminant par un ornement métallique. Lorsque le sceptre est brandi par Zeus ou Hadès, il est coiffé d'un oiseau. C'est ce symbole de Zeus, le père de l'Olympe, qui donna leur statut d'inviolabilité au kerykes, les hérauts anciens qui étaient alors protégés par ce que nous nommons aujourd'hui l'immunité diplomatique. Quand, dans L'Iliade, Agamemnon envoie Ulysse rencontrer les chefs des Achéens, il lui confie son sceptre.
Chez les Étrusques, les rois et les prêtres de haut rang portaient des sceptres magnifiques, on en trouve de nombreuses représentations peintes sur les murs des tombes en Étrurie. Le British Museum, le Vatican et le Louvre possèdent des sceptres d'or étrusques très élaborés et minutieusement ornementés.
Le sceptre romain est sans doute un héritage des Étrusques. Sous la République un sceptre en ivoire (en latin : sceptrum eburneum) était l'apanage d'un consul. Il est aussi celui d'un général victorieux qui recevait alors le titre d´imperator et était alors un symbole de délégation de l'autorité, comme on le retrouvera plus tard avec le bâton de maréchal.
Sous l'Empire le sceptrum Augusti était porté par l'empereur. Il était généralement en ivoire et coiffé d'un aigle en or. Il se trouve fréquemment sur les médaillons de l'empire tardif qui sur son côté face l'empereur tenant dans une main le sceptrum Augusti et dans l'autre le globus cruciger, surmonté d'une petite figurine représentant la Victoire.
Dans le Panthéon latin, le sceptre est un attribut distinctif de Junon.

## Époque chrétienne

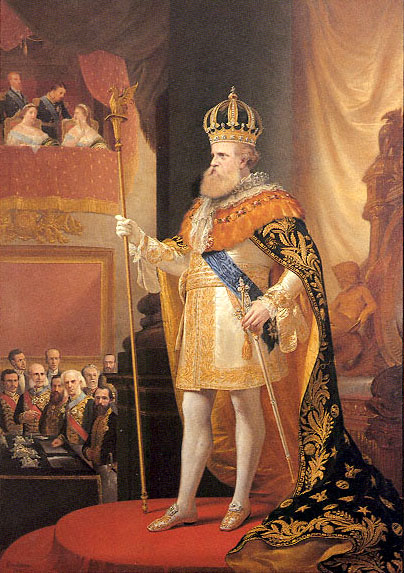
Portrait de 1873 de l'empereur Pierre II du Brésil : il tient un très grand sceptre impérial investi avec d'autres éléments de la Couronne brésilienne.

Avec la venue du christianisme le sceptre fut souvent surmonté d'une croix plutôt que d'un aigle, cependant au Moyen Âge l'extrémité du sceptre porta différents symboles.
Lorsque l'héraldique se développa, le sceptre fut souvent utilisé avec son symbolisme du pouvoir.

### Allemagne et Autriche
Lors du sacre de l'empereur romain germanique le sceptre lui était présenté par l'archichambellan. Tout comme il était présenté à l'archiduc d'Autriche lors de la cérémonie d'intronisation. Le sceptre de l'empire d'Autriche a la particularité d'être en partie constitué d'une dent de narval.

### Angleterre
Très tôt, en Angleterre, deux sceptres ont été simultanément utilisés. À l'époque de Richard Ier d'Angleterre, ils se distinguaient l'un orné d'une croix et l'autre d'une colombe. En France, le sceptre royal était surmonté d'une fleur de lys, et l'autre sceptre, connu sous le nom de main de justice, avait une main ouverte en signe de bénédiction à son sommet.
Des sceptres avec de petits sanctuaires sur le dessus ont parfois été représentés sur les sceaux royaux, comme sur le grand sceau de Edward III, où le roi, trône, tel un ours, mais il s'agissait d'une forme inhabituelle; il est intéressant aussi de remarquer que l'un des sceptres d'Écosse, conservés à Édimbourg, possède un tel sanctuaire à son sommet, avec la représentation de quelques images de Marie, saint André et saint James. Ce sceptre a été, on pense, réalisé en France vers l'an 1536, pour Jacques V d'Écosse. Les grands sceaux représentent habituellement le souverain sur son trône, tenant un sceptre dans sa main droite, et l'orbe et la croix dans la gauche. Le roi Harold apparaît de cette façon sur la tapisserie de Bayeux.
Les premiers couronnements de roi anglais au IXe siècle mentionnent un sceptre (sceptrum), et un bâton (baculum). Dans ce qu'on appelle le couronnement de Æthelred II apparaissent un sceptre (sceptrum), et une verge (virga, sceptre court symbole de vertu et d'équité, il prend la forme de la main de justice chez les rois de France), comme cela se faisait aussi dans le cas d'un couronnement d'un ordre du XIIe siècle. Dans un compte-rendu contemporain du couronnement de Richard I, un sceptre en or avec une croix en or et une tige (virga), avec une colombe en or au sommet apparaissent dans les textes historiques pour la première fois. Aux environs de 1450, Sporley, un moine de Westminster, a dressé une liste des reliques. Il s'agissait notamment d'objets utilisés lors du couronnement de Saint Édouard le Confesseur, et laissé par lui pour le couronnement de ses successeurs. Un sceptre en or, une canne en bois doré et d'une tige de fer sont décrits. Ces objets existèrent jusqu'au Commonwealth, et sont minutieusement décrits dans un inventaire  établi en 1649, lorsque tout a été détruit.
Pour le couronnement de Charles II d'Angleterre de nouveaux sceptres ont été fabriqués et bien que légèrement modifiés, ils continuent à être utilisés. Ce sont un sceptre, surmonté d'une croix, appelé sceptre de Saint Edward, le sceptre à la colombe, et un long bâton ou sceptre surmonté d'une croix d'or intitulée le « sceptre de Saint Edward ». À ceux-ci, se sont ajoutés par la suite deux sceptres pour la reine, l'un avec une croix, et l'autre avec une colombe.

## France

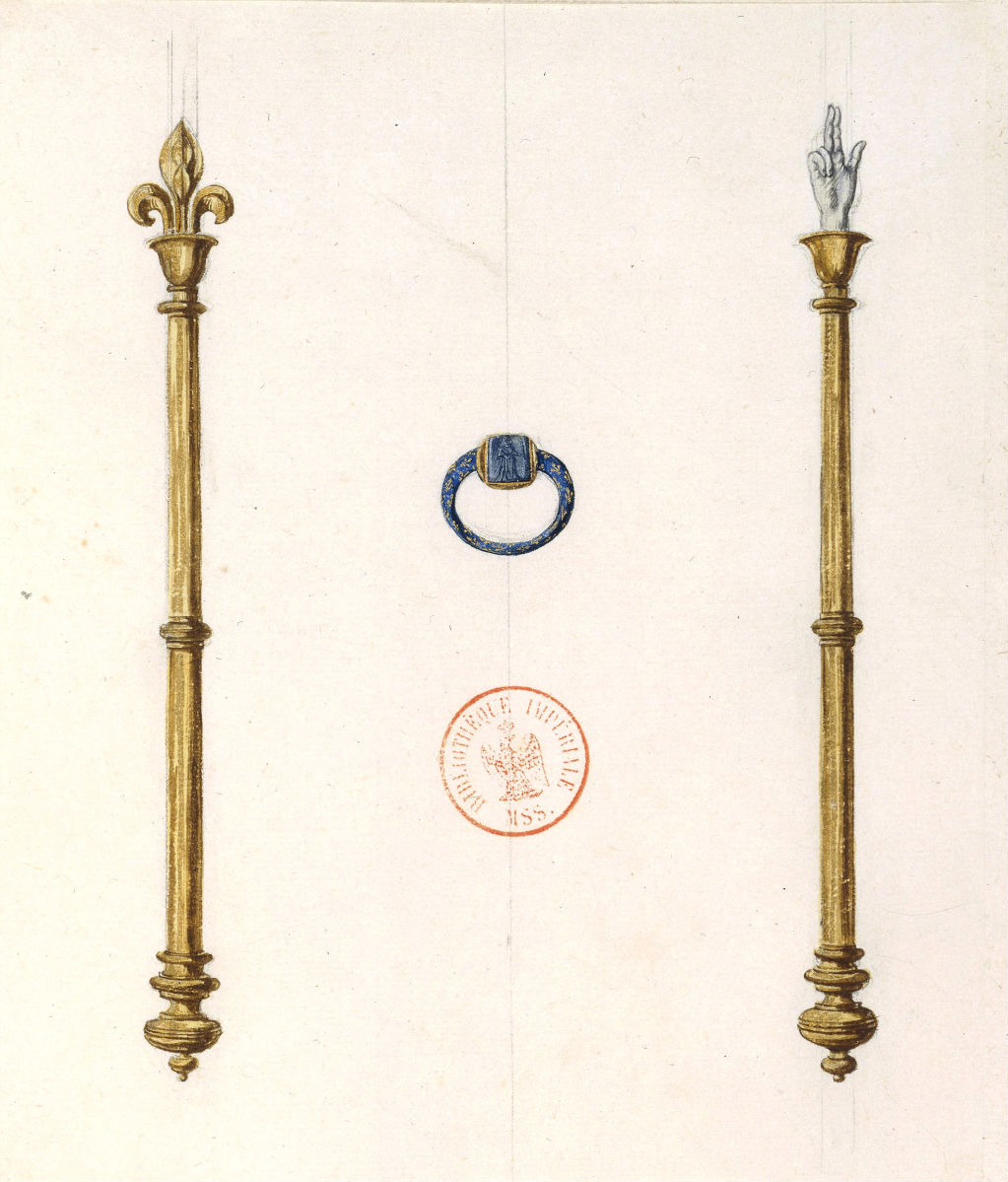
Le sceptre de St-Louis surmonté de sa fleur de lys.

Le sceptre royal est introduit en France pour la première fois dans la cérémonie de la collation des insignes lors du sacre et couronnement impérial de Louis le Pieux en 816. Le sceptre d'or gemmé et fleurdelisé est un élément des regalia de la monarchie française qui fait partie de toutes les cérémonies de sacre depuis celui de Charles le Chauve en 848.
Il ne doit pas être confondu avec la main de justice, dite « main de Licorne », insigne qui se développe au XIIIe siècle.
Sinon la monarchie française est composée de deux principaux sceptres.
- le Sceptre de Dagobert
- le Sceptre de Charles V ou Sceptre de Charlemagne.

## Ailleurs
Le gisant de la duchesse de Bretagne Alix de Thouars portait un sceptre.
Les Guanches des îles Canaries se servaient des fémurs de leurs ancêtres pour assurer cette fonction.
Les rois d'Abomey (Dahomey) utilisaient des récades (ou makpo en langue vernaculaire).
Les Celtes utilisaient une baguette blanche.

## Dans la culture
- Darko, Darko ou le Sceptre Divin, John : La Fabrique, 2011.
- Hergé, Le Sceptre d'Ottokar, Tournai : Casterman, 1975. (OCLC 9205987)

## Articles connexes

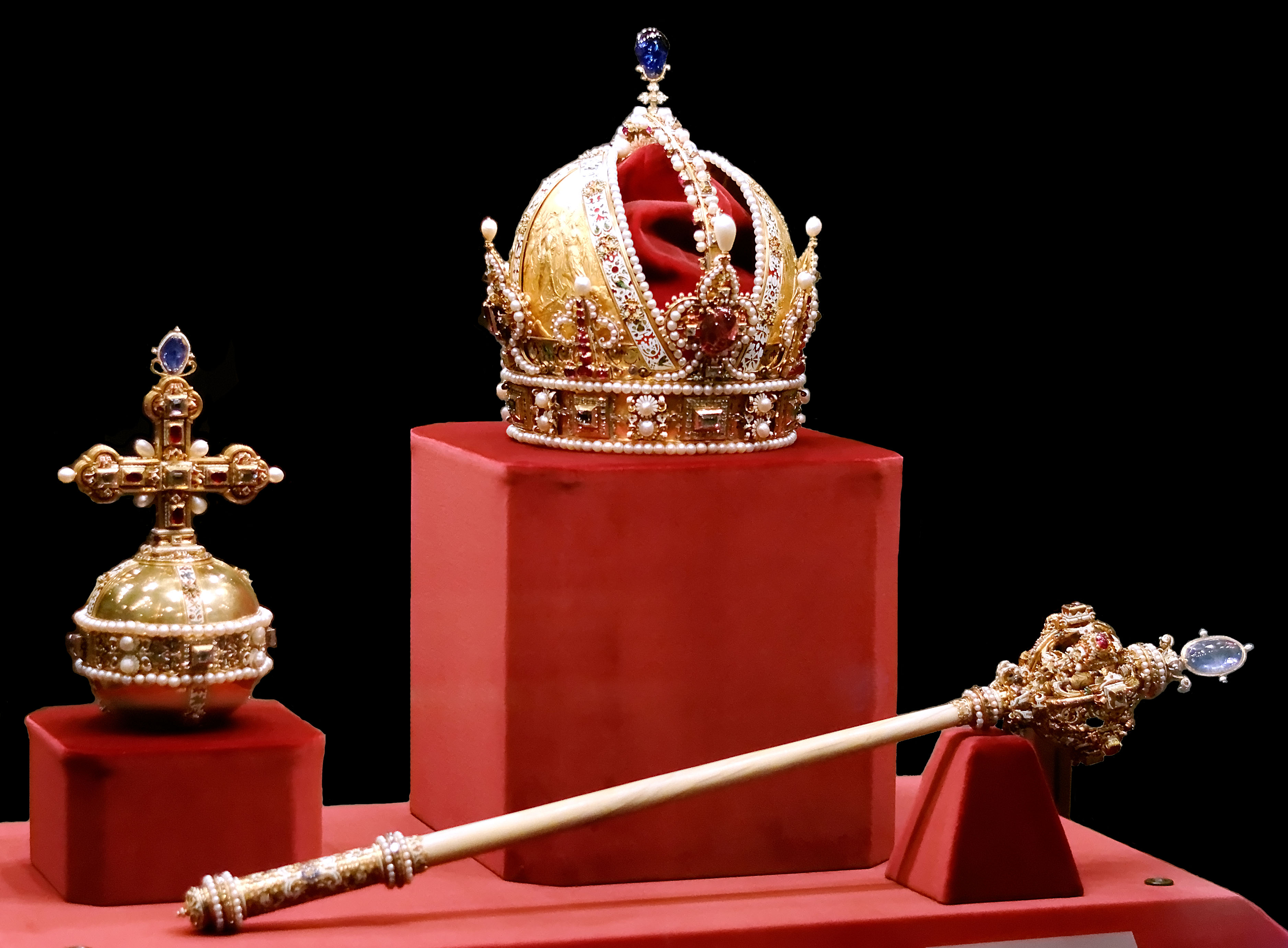
Couronne impériale d'Autriche, sceptre et orbe constituent les regalia autrichiens